# Ravenous
Ravenous är en amerikansk-brittisk thriller/skräckfilm från 1999 med Guy Pearce i huvudrollen tillsammans med bland andra Robert Carlyle och David Arquette. Filmen regisserades av Antonia Bird och manus skrevs av Ted Griffin. För musik står Michael Nyman och Damon Albarn. Handlingen i filmen utspelar sig under tiden för det mexikanska kriget.

## Rollista
| Guy Pearce        | – Capt. John Boyd |
| Robert Carlyle    | – Col. Ives       |
| David Arquette    | – Pvt. Cleaves    |
| Jeremy Davies     | – Pvt. Toffler    |
| Jeffrey Jones     | – Col. Hart       |
| John Spencer      | – Gen. Slauson    |
| Stephen Spinella  | – Knox            |
| Neal McDonough    | – Pvt. Reich      |
| Joseph Runningfox | – George          |
| Bill Brochtrup    | – Lindus          |
| Sheila Tousey     | – Martha          |